# Astana Women’s Team/Saison 2019
Dieser Artikel listet den Kader und die Erfolge des Astana Women’s Team in der Straßenradsport-Saison 2019 auf.

## Team
| Teamkader 2019                  | Teamkader 2019     | Teamkader 2019 | Teamkader 2019                  |
| Name                            | Geburtsdatum       | Land           | Vorheriges Team                 |
| ------------------------------- | ------------------ | -------------- | ------------------------------- |
| Marie-Soleil Blais              | 21. November 1988  | Kanada         |                                 |
| Amilija Iskakowa                | 29. März 1995      | Kasachstan     |                                 |
| Marina Kurnossova               | 24. August 2000    | Kasachstan     |                                 |
| Liliana Moreno                  | 8. Juli 1992       | Kolumbien      | Team Proyecta Ingenieros (2017) |
| Svetlana Pachshenko             | 26. Juli 2000      | Kasachstan     |                                 |
| Elena Pirrone (1. Jan.–31. Mai) | 21. Februar 1999   | Italien        |                                 |
| Faina Potapowa                  | 12. September 1996 | Kasachstan     | World Cycling Centre (2018)     |
| Jeidy Pradera                   | 17. Februar 1998   | Kuba           |                                 |
| Carolina Rodríguez              | 30. September 1993 | Mexiko         | Estado de México-Faren (2014)   |
| Natalja Saifutdinowa            | 11. Februar 1989   | Kasachstan     |                                 |
| Lizbeth Salazar                 | 8. Dezember 1996   | Mexiko         | Swapit Agolico (2018)           |
| Olha Schekel                    | 28. Mai 1994       | Ukraine        | SC Michela Fanini (2018)        |
| Arlenis Sierra                  | 7. Dezember 1992   | Kuba           | World Cycling Centre (2016)     |
| Machabbat Umitschanowa          | 11. August 1994    | Kasachstan     | Astana BePink Womens (2014)     |
|                                 |                    |                |                                 |
| Quelle: UCI                     |                    |                |                                 |

Anmerkung: Marie-Soleil Blais

## Erfolge
| Siege    | Siege                                                                 | Siege      | Siege  | Siege                  | Siege |
| Datum    | Rennen                                                                | Staat      | Klasse | Siegerin               |       |
| -------- | --------------------------------------------------------------------- | ---------- | ------ | ---------------------- | ----- |
| 26. Jan. | Cadel Evans Great Ocean Road Race                                     | Australien | 1.1    | Arlenis Sierra         |       |
| 2. Feb.  | Kolumbianische Meisterschaften, Straßenrennen der Frauen              | Kolumbien  | CN     | Liliana Moreno         |       |
| 5. Jun.  | Vuelta Femenina a Guatemala, 1. Etappe                                | Guatemala  | 2.2    | Arlenis Sierra         |       |
| 6. Jun.  | Vuelta Femenina a Guatemala, 2. Etappe                                | Guatemala  | 2.2    | Arlenis Sierra         |       |
| 7. Jun.  | Vuelta Femenina a Guatemala, 3. Etappe                                | Guatemala  | 2.2    | Carolina Rodríguez     |       |
| 8. Jun.  | Vuelta Femenina a Guatemala, 4. Etappe                                | Guatemala  | 2.2    | Arlenis Sierra         |       |
| 9. Jun.  | Vuelta Femenina a Guatemala, 5. Etappe                                | Guatemala  | 2.2    | Arlenis Sierra         |       |
| 9. Jun.  | Vuelta Femenina a Guatemala, Gesamtwertung                            | Guatemala  | 2.2    | Liliana Moreno         |       |
| 21. Jun. | Kubanische Meisterschaften, Einzelzeitfahren der Frauen               | Kuba       | CN     | Arlenis Sierra         |       |
| 23. Jun. | Kubanische Meisterschaften, Straßenrennen der Frauen                  | Kuba       | CN     | Arlenis Sierra         |       |
| 26. Jun. | Kazakhstan National Road Cycling Championships - Women ITT            | Kasachstan | CN     | Machabbat Umitschanowa |       |
| 28. Jun. | Kazakhstan National Road Cycling Championships - Women RR             | Kasachstan | CN     | Svetlana Pachshenko    |       |
| 29. Jun. | Ukraine National Road Cycling Championships - Women RR                | Ukraine    | CN     | Olha Schekel           |       |
| 6. Jul.  | V4 Ladies Series Restart Zalaegerszeg                                 | Ungarn     | 1.2    | Olha Schekel           |       |
| 10. Aug. | Course en ligne féminine aux Jeux panaméricains                       | Peru       | CC     | Arlenis Sierra         |       |
| 6. Sep.  | Giro della Toscana Femminile – Memorial Michela Fanini, Prolog        | Italien    | 2.2    | Arlenis Sierra         |       |
| 8. Sep.  | Giro della Toscana Femminile – Memorial Michela Fanini, Gesamtwertung | Italien    | 2.2    | Arlenis Sierra         |       |